# رومان كوزلوف
رومان كوزلوف هو لاعب هوكي الجليد كازاخستاني، ولد في 30 سبتمبر 1981 في أوسكمان في كازاخستان.

## وصلات خارجية
- رومان كوزلوف على موقع EliteProspects.com (الإنجليزية)
- رومان كوزلوف على موقع Eurohockey.com (الإنجليزية)